# Skúvoy
Skúvoy (dansk Skuø) er en utoyggjar (ydreø) på Færøerne på ca. 12 km², som ligger vest for den sydligste del af Sandoy og nord for Stóra Dímun. Øen udgør hovedparten af Skúvoyar kommuna, der også omfatter Stóra Dímun. Skúvoy er opkaldt efter Skúgvur, der er det færøske navn for storkjove. Skúvoy, der har navn efter fuglen skúgvur. Øens eneste bygd hedder ligeledes Skúvoy og havde i den 1. januar 2025 30 indbyggere .  
Bygden ligger på øens østside med et kajanlæg for rutetrafik og en lille havn for småbåde, der bliver trukket på land om vinteren for at beskytte dem mod stormens hærgen. Der er en lille skole og en købmand. Der er ingen biler, men små traktorer, der bruges til at køre varer op fra landingspladsen til bygden. Skúvoy bygd har passagerfærgeforbindelse med Sandur på Sandoy.
Langt ind  i 1900-tallet blev der drevet fuglefangst i fuglefjeldene på vestsiden af øen, Fuglebestandene er gået stærkt tilbage, så fangsten er blevet begrænset.

## Natur
Skúvoys vestkyst har gode fuglefjelde, og her ligger øens højeste punkt Knútur (393 m), der falder 392 meter lodret mod havet. Mod øst skråner landskabet jævnt ned mod bygden. Et mindre næs, Høvdin, stikker ud fra nordkysten. Alle vandløb af betydning løber mod øst. Botnsá og Vatnsdalsá løber sammen til Árdalsá, hvis udløb er i bygden. I Vatnsdalur findes en mindre sø, og på øens sydlige del ligger et større moseområde. Husene i øens eneste bygd, Skúvoy, ligger i en klynge ved østkysten.
På øens øst- og især på sydøstsiden findes der et tusindtal af lunder, som ved fangst giver et rigt kosttilskud til folk på øen eller kan sælges i plukket stand.8når det er tilladt.
På øens vestside findes lomvier. I 1954 optaltes de til ca. 2 millioner ynglende par, men i dag er der kun nogle få tusinde tilbage.
Der findes også et rigt fugleliv inde på øen samt en ternekoloni. Når ternerne yngler om sommeren, bør man være forsigtig med, hvor man træder. Ternerne vil beskytte deres reder og angriber i vovede styrtdyk.
Kjoverne - især storkjoven beskytter ligeledes deres reder. Det anbefales, at være forsigtig, når man vandrer på øen, idet storkjover også kan styrtdykke efter mennesker, der kommer for tæt på deres rede eller unger.
I udmarken kan man blandt andet også møde almindelig kjove, strandskade, hjejle, dobbeltbekkasin og skærpiber.

## Seværdigheder
- Ved åen "Botnsá", der løber i en dyb kløft mellem bygden og kirken, står der endnu resterne af en lille skvatmølle, der sandsynligvis er blevet brugt til maling af korn dengang man dyrkede korn på øen. I nutiden dyrkes der kun kartofler, rabarber og majroer til eget forbrug.
- På kirkegården "Ólansgarður" ligger vikingehøvdingen Sigmund Brestissons grav. På hans gravsten "Sigmundarsteinur" ses et tydeligt genkendeligt indhugget kors.
- Cirka ca. 3 km nordvest for kirken ligger dalen "Fagradalur", også kaldet "Norður í Dal". Her afsonede kvinden Rannva efter sigende en livstidsdom for at have født en søn uden for ægteskab, skønt barnet var resultatet af en voldtægt begået af en dansk løjtnant. I dalen møder man basaltstenen "Tróndarsteinur". På dette sted er Tróndur í Gøtu sandsynligvis blevet dræbt.
- I nærheden af stenen ligger det 134 meter høje fuglefjeld "Høvdin". Her yngler store flokke af rider og lomvier på de stejler klippevægge og fjeldsider.

Fagradal. Her afsonede kvinden Rannva efter sigende en livstidsdom for at have født en søn uden for ægteskab, skønt barnet var resultatet af en voldtægt begået af en dansk løjtnant. I baggrunden skimtes Stóra Dímun og Lítla Dímun.